# Johnny Solinger
Johnny Solinger (Dallas, 7 de agosto de 1965 -  Austin, 26 de junho de 2021) foi um músico estadunidense. Foi vocalista do Skid Row.
Foi líder e vocalista da banda Solinger, com a qual gravou os álbuns Solinger, Solinger II e Chain Link Fence. Com os Skid Row, participou na gravação dos álbuns Thickskin e Revolutions per Minute, e foi o vocalista da banda entre 1999 e 2015.

## Morte
Morre em 26 de junho de 2021, vítima de insuficiência hepática após um longo período de problemas de saúde.

## Discografia

### Skid Row
- Thickskin
- Revolutions per Minute

### Solinger
- Solinger
- Solinger II
- Chain Link Fence
- Johnny Solinger

### The (Party) Dolls
- Doll House Rock